# Хохлов, Иван Иванович
Ива́н Ива́нович Хохло́в (6 июня 1945, Москва, — 29 ноября 2009, там же) — советский, российский художник, график, иллюстратор, сказочник.

## Происхождение
Родители: Иван Николаевич Хохлов, кандидат технических наук, доцент института ВЗИИТ (Москва), искусствовед, автор статьи о творчестве С. Т. Коненкова, с которым он был знаком лично. Мать Регина Юрьевна Хохлова (урожденная Снегирева) внучка профессора В. Ф. Снегирева.

## Биография
Иван Хохлов начал рисовать в возрасте трех лет. Учился в детской изо-студии (1957—1959 годы) у педагога В. А. Воронина. Первая публикация Ивана Хохлова — рисунок «Художники на Луне» — в журнале «Мурзилка» в 1959 году. В возрасте 14 лет перенес полиомиелит в тяжелой форме. Окончил среднюю школу № 145 с золотой медалью.
В 1966 году Иван Хохлов поступил в Московский полиграфический институт на отделение художник-график, оформитель печатной продукции и окончил его в 1972 году. По рекомендациям А.Сидорова, Д. Бисти и М.Алпатова был принят во «взрослую» секцию МОСХа в 1973 году. На развитие художника оказали влияние мастера русской иконописи — Феофан Грек, Андрей Рублев, Дионисий; русские художники начала 20-го века — М.Кандинский, А.Филонов, М.Врубель, западные — С.Ботичелли, А.Модильяни, П.Брейгель, И.Босх, С.Дали.
С 1972 года по 1992 Иван Хохлов проработал в Комбинате графических искусств (КГИ), где создал 87 цветных линогравюр на темы русских народных и европейских сказок и собственную сказку в картинках «Веселые гномы», которая вышла в свет в издательстве «Илекса» в 1997 году. Все эти годы он сотрудничал с московскими издательствами («Детская книга», «Современник», «Юность», «Детгиз», «Советский художник»), где выходили книги и статьи с его иллюстрациями. Цветные линогравюры Хохлова в 80-е годы экспонировались в странах Юго-Восточной Азии, Латинской Америки, Европы.
Картины Хохлова находятся в музеях России (музей города Артем, музей Истории города Москвы, ГМИИ им. Пушкина, музей Московской Городской думы), в частных собраниях М.Ростроповича (пять картин из разных серий), Ч.Айтматова (портрет о. Александра Меня подарен Айтматову вместе с премией «За соединение в культуре», Дюссельдорф, 1998 год), Г.Уранова, А.Шохина. За границей — в Америке, Канаде, Японии, Австралии, Германии. В Англии у А. Макджорджа собрана самая большая в Европе коллекция картин из серии «Древо Жизни». 87 цветных линогравюр были подарены художником Шушенской Картинной галерее. Из этих гравюр была составлена передвижная выставка, которая много лет путешествовала по Сибири. В 2004 году художник подарил городу Базарный Карабулак Саратовской области 15 цветных линогравюр для краеведческого музея, где для этой экспозиции выделили отдельный зал и проводят уроки рисования. В 1996 году Фонд Культуры купил у художника картину из серии «Воспоминание о Брейгеле».
За период с 1992 по 2002 год в Москве состоялось 19 персональных выставок произведений художника.

## Выставки
- 1992 год. Государственный музей Н.Островского, Гуманитарный центр «Преодоление» в 1992 году. Первая персональная выставка[2].
- 2002 год. Галерея «Сосны» (Управление делами Президента РФ). Персональная выставка.
- 2005 год. Выставка линогравюры в Булгаковском Доме[2].
- 2007 год. Библиотека иностранной литературы им. М. И. Рудомино. «Пони и Зайка на острове сказок»[4].
- 2012 год. Галерея «Сосны».[5].

## Книги
- «Пони и Зайка на острове сказок». Издательство «Стихира», 2007. Текст и иллюстрации Ивана Хохлова. Книга написана в 2004—2006 годах.
- «Царь Кот». Издательство «Известия», 2010. Текст и иллюстрации Ивана Хохлова. Книга написана в 2008—2009 году.
- «Белоснежка и семь гномов». Издательство «Известия», 2010. Братья Гримм, иллюстрации Ивана Хохлова, сделаны в конце 70-х годов.
- Альбом «Иллюстрации к русским народным и европейским сказкам». Издательство «Известия», 2010. Иллюстрации к разным сказкам, сделанные в 70-80 и 90-е годы.
- «Сказка в картинах Пони и Зайка». «Напиши сказку». Издательство «Известия», 2010. В альбоме представлены все картины из авторской сказки, созданные в период с 1998 года по 2003 год. В конце книжки есть страница с линейками, для того, чтобы ребёнок мог сам написать сказку по картинкам.
- «Колобок», русская народная сказка. Издательство «Известия», 2011. Иллюстрации Ивана Хохлова, год создания 1995—1996.
- «Петушок и бобовое зернышко», русская народная сказка. Издательство «Известия», 2011, переиздание («Детская Литература», 1982). Иллюстрации Ивана Хохлова.
- Ганс Христиан Андерсен «Снежная королева». Издательство «Известия», 2011. Черно-белые гравюры Ивана Хохлова (из неизданного диплома, 1973 год). Обложка — Иван Хохлов, авторская техника, 1980 год.
- Алексей Толстой «Буратино». Издательство «Известия», 2011. Текст адаптированный Алексеем Толстым. На обложке цветная линогравюра Ивана Хохлова (издано КГИ), внутри карандашные иллюстрации Ивана Хохлова, 1982 год.
- Книжка-альбом иллюстраций к сказке Алана А.Милна «Винни Пух и все, все, все …» Издательство «Известия»,2012 год, гравюры Ивана Хохлова разных лет (изданных в КГИ)
- Авторская сказка в картинках «Веселые гномы». Издательство «Известия», 2013 год. Гравюры-иллюстрации Ивана Хохлова разных лет.

В конце книжки есть страница с линейками, для того, чтобы ребёнок мог сам написать сказку по картинкам.